# Лалели (мечеть)
Мече́ть Лалели́ (тур. Laleli Camii, осман. لاله لى جامعی‎) — историко-культурный памятник на территории микрорайона Лалели исторического округа Эминёню в европейской части Стамбула (район Фатих), Турция. Последняя из больших имперских мечетей Стамбула.

## История

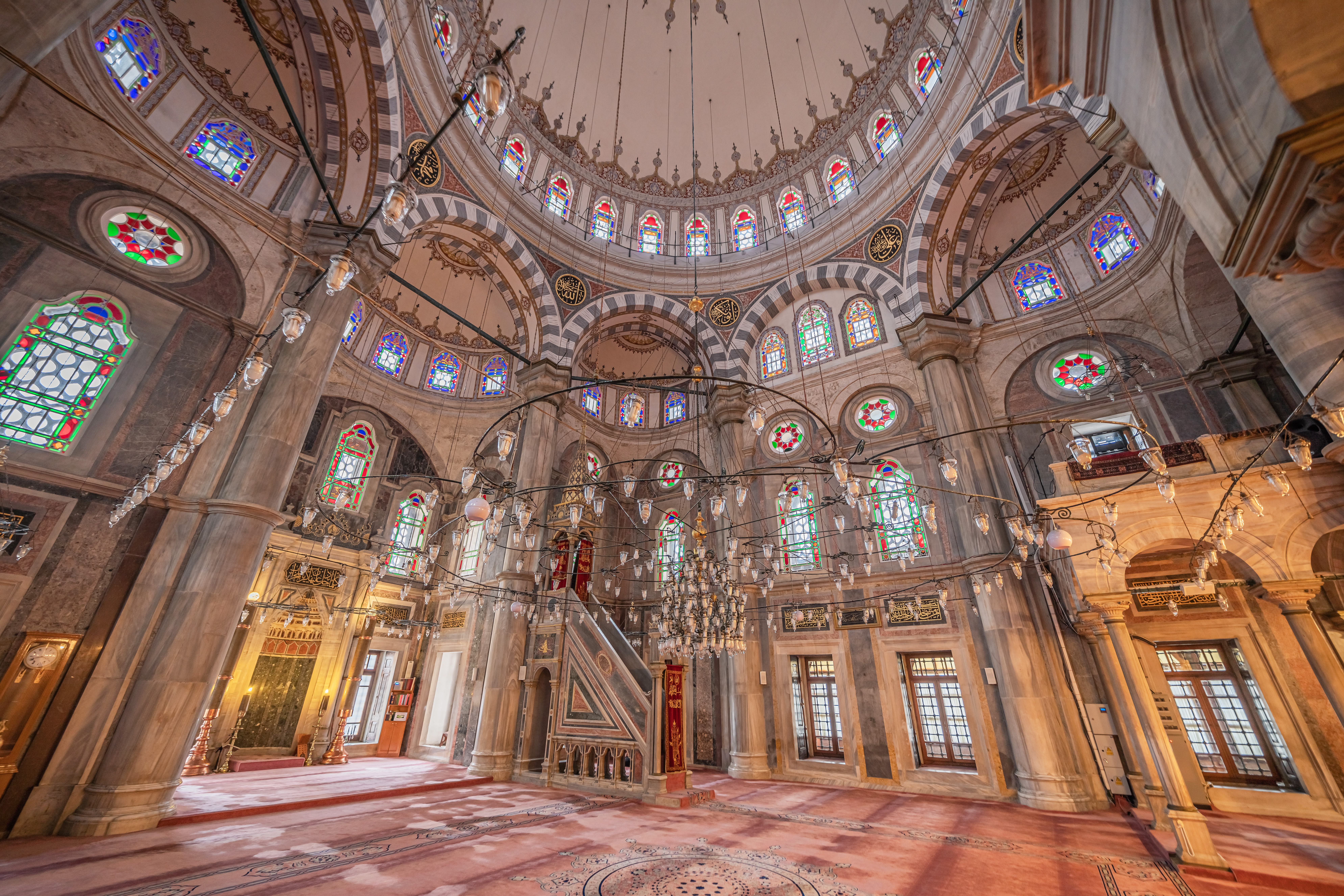
Интерьер мечети

Мечеть возвёл турецкий султан Мустафа III в 1760—1763 годах. Здание спроектировано османским архитектором Мехмедом Тахиром-агой в стиле Османское барокко. Лалели называют «тюльпановой мечетью» из-за формы купола. Возможно мечеть была названа в честь святого Лалели-баба, могила которого находилась рядом с ней..
Комплекс состоит из мечети, имарета, медресе, фонтана и мавзолея-тюрбе. Некоторые из зданий прекратили своё существование или были реконструированы во время работ по благоустройству города в 50-х годах XX века. Сама мечеть состоит из квадратного зала для молитвы и прямоугольного внутреннего двора, окруженного галереей с фонтаном ритуальных омовений в центре.
В тюрбе похоронены Мустафа III и его сын Селим III.